# Hermann Kennemann
Hermann Kennemann-Klenka (ur. 4 stycznia 1815 w Myśliborzu, zm. 11 kwietnia 1910 w Klęce), pruski właściciel ziemski, działacz polityczny, jeden z twórców Hakaty.

## Życiorys
Przez wiele lat prowadził działalność w niemieckich środowiskach narodowych w Wielkopolsce. W okresie napięcia politycznego po powstaniu styczniowym był jednym z inicjatorów założenia Związku dla Popierania Niemieckich Interesów, a po jego likwidacji gospodarczego zrzeszenia junkierskiego (1865).
W 1894 wraz z Tiedemannem i Hansemannem współtworzył Związek Popierania Niemczyzny na Kresach Wschodnich, nazwany później Hakatą od inicjałów trzech liderów. Był jednym z organizatorów spotkania delegacji Niemców wielkopolskich z b. kanclerzem Bismarckiem w jego rezydencji w Warcinie 16 września 1894; wygłosił tam na wiecu przemówienie jako nestor niemczyzny poznańskiej. Podobno już 1 września 1894, na zebraniu komitetu organizującego wyprawę do Warcina, zgłosił projekt stworzenia Związku dla Strzeżenia Niemieckich Interesów w Prowincji Poznańskiej. Ostatecznie organizacja przyjęła szerszy zakres terytorialny, a na pierwszym zebraniu (3 listopada 1894) Kennemanna powołano na stanowisko przewodniczącego wydziału głównego; przy zdecydowanej dominacji Heinricha Tiedemanna (przewodniczącego zarządu) funkcja Kennemanna miała charakter symboliczny.
W kolejnych latach, m.in. ze względu na podeszły wiek, ograniczył aktywność. Zasiadał we władzach Hakaty do końca życia, brał udział w uroczystościach 10-lecia Związku w Poznaniu 12 listopada 1904, podczas którego nadano mu członkostwo honorowe. Łożył na potrzeby Hakaty duże środki finansowe.